# Parafia św. Jana Chrzciciela w Mirachowie
Parafia św. Jana Chrzciciela w Mirachowie – rzymskokatolicka parafia w Mirachowie. Należy do dekanatu sierakowickiego znajdującego się w diecezji pelplińskiej. Erygowana w 1971 roku. Jej proboszczem jest ks. Bogdan Myszk.

## Obszar parafii
Do parafii należą wsie: Bącz, Bór, Mirachowo, Strysza Buda.